# 小浜神社の九本ダモ

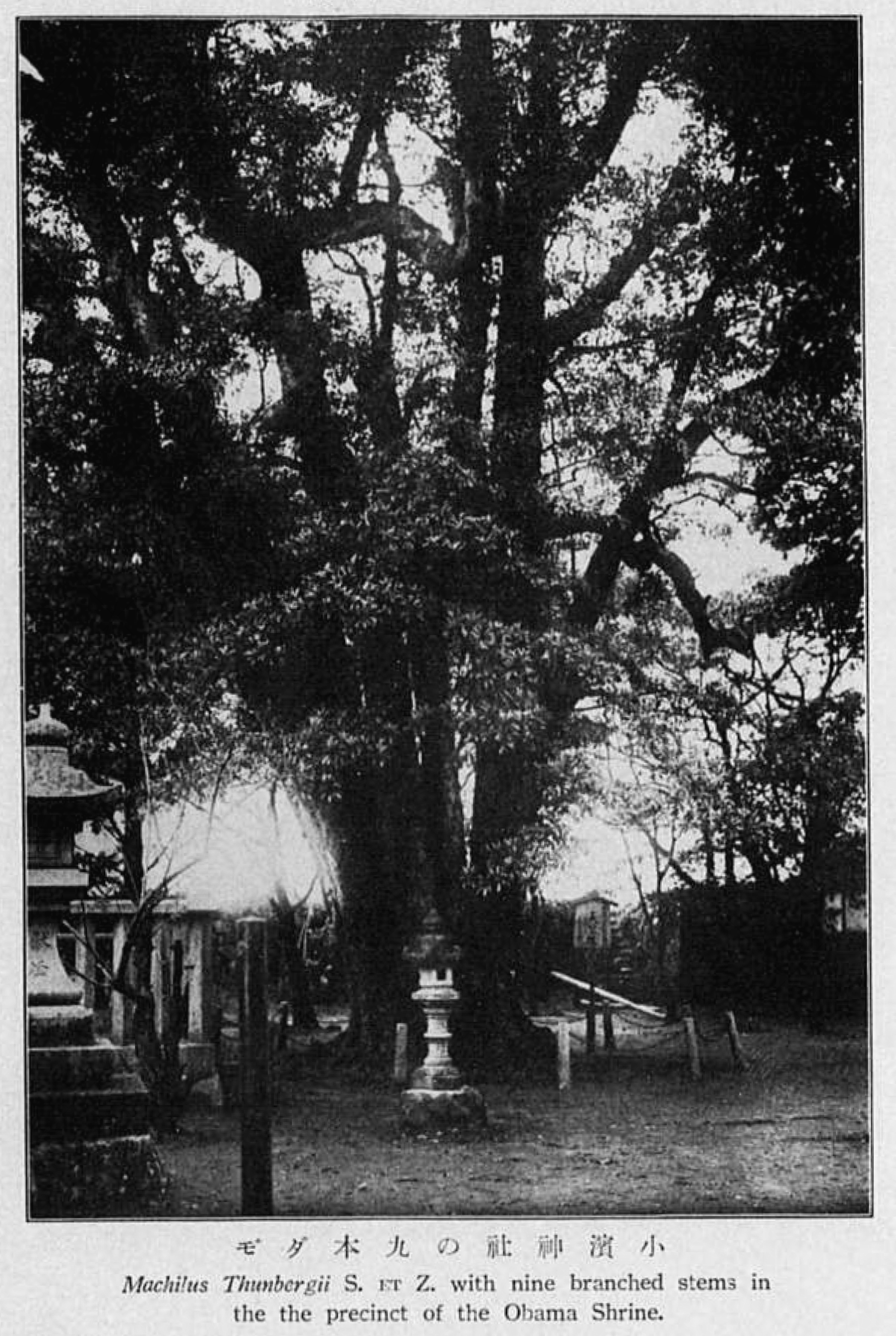
小浜神社の九本ダモ（1932年）

小浜神社の九本ダモ（おばまじんじゃのきゅうほんダモ）は、福井県小浜市の小浜神社境内に生育していたタブノキの巨木である。推定の樹齢は400年とも500年ともいわれた。タブノキとしては日本国内で有数の巨木であり、9本の支幹が株立ちになって分岐した姿から「九本ダモ」と呼ばれて1931年（昭和6年）に国の天然記念物に指定された。しかし樹勢の衰退を食い止めることができず支幹が次々と枯死していき、2003年（平成15年）には最後の1本が枯死した。このため、2004年（平成16年）9月30日付けで国の天然記念物の指定を解除されている。

## 由来

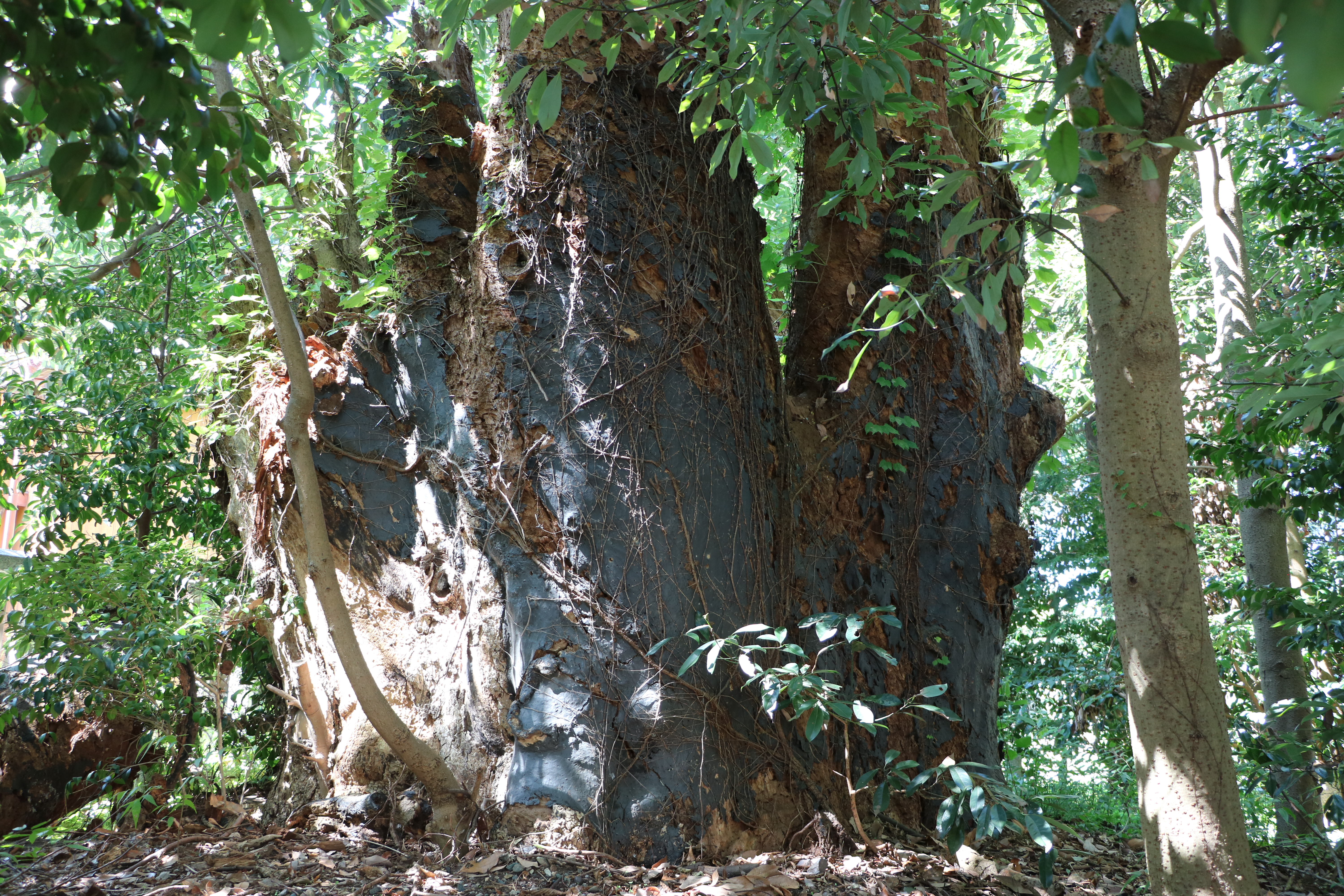
枯死した小浜神社の九本ダモの株。2019年9月8日撮影

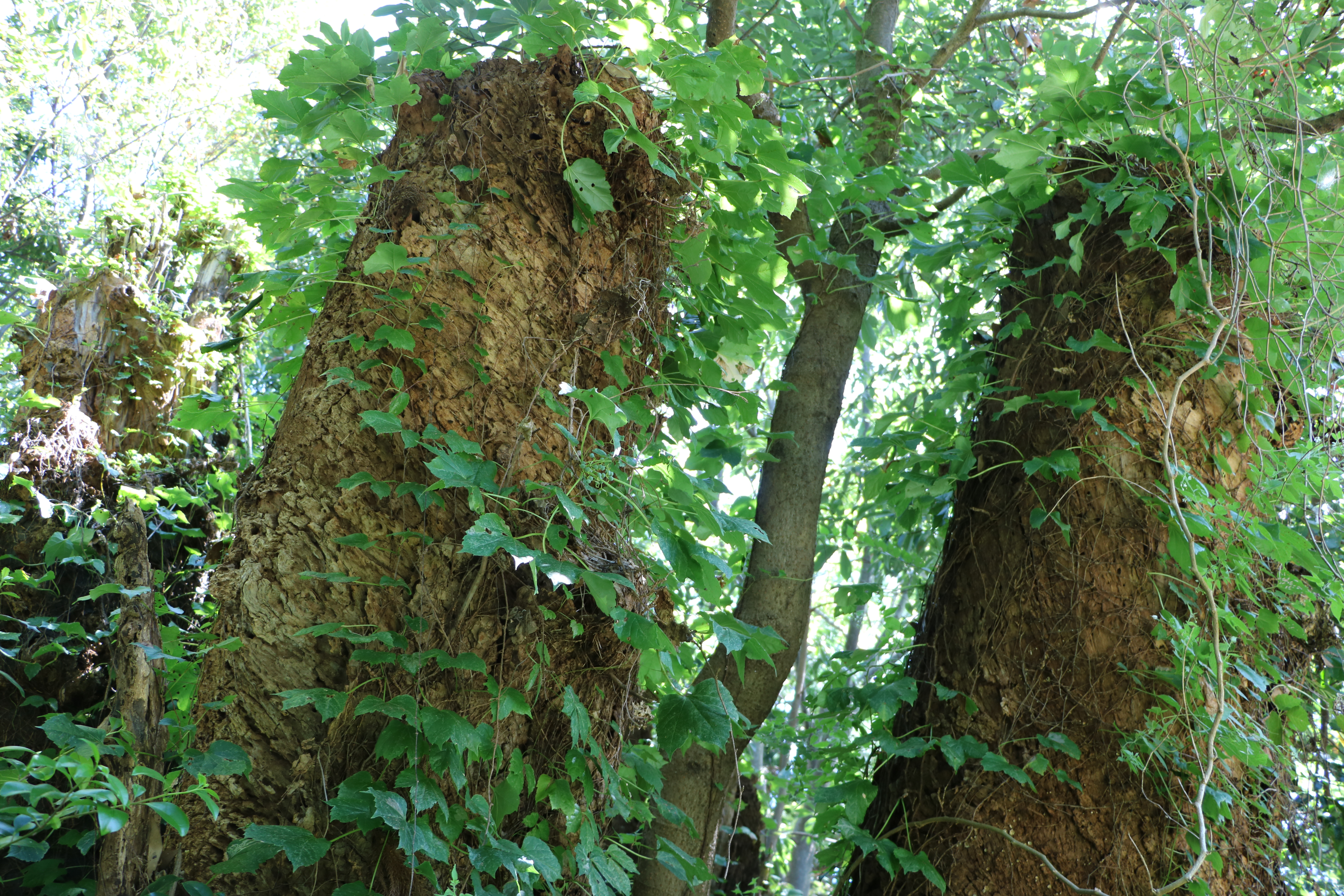
枯死した小浜神社の九本ダモの株。2019年9月8日撮影

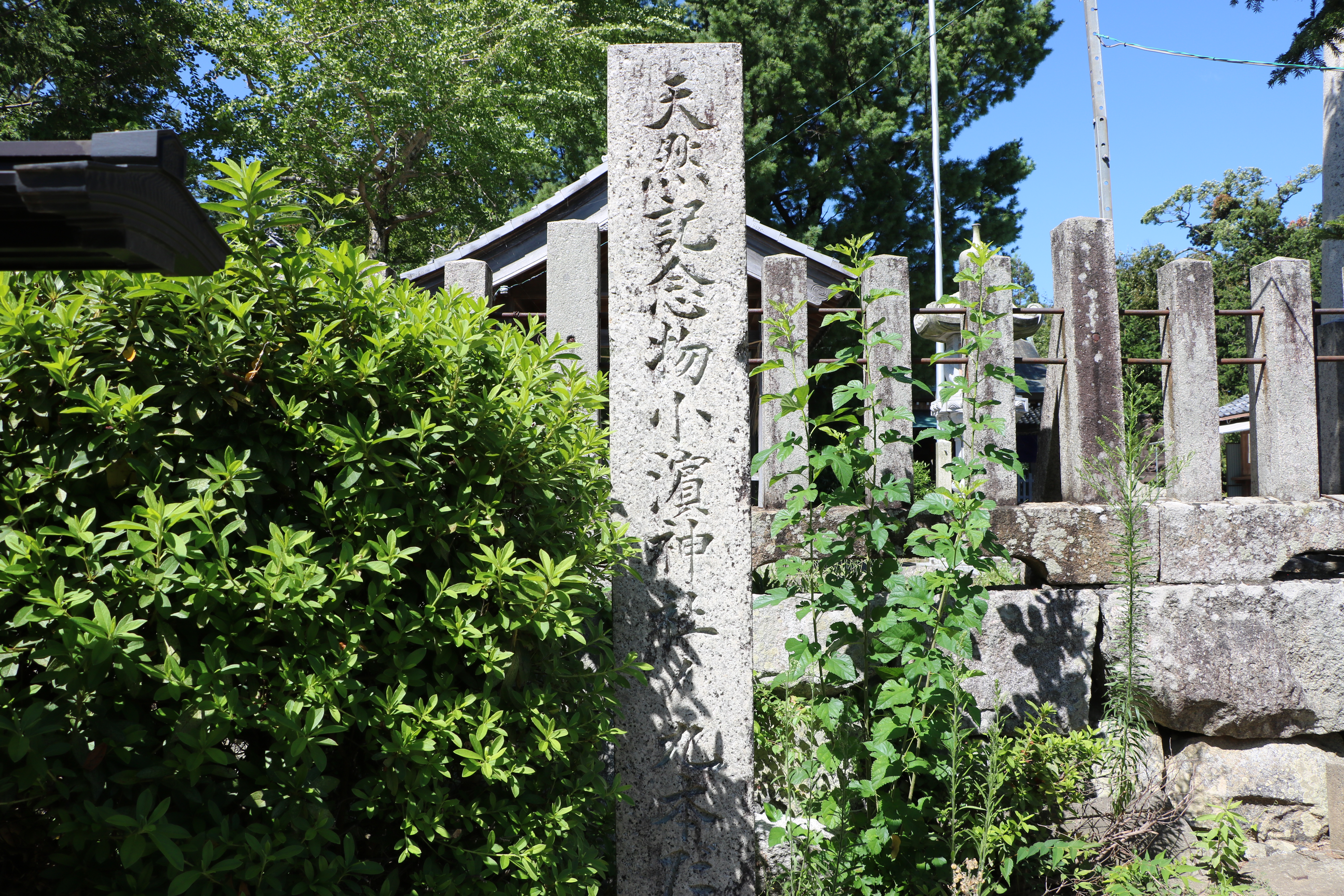
天然記念物の石碑。小浜神社正面鳥居の左手に建立されている。2019年9月8日撮影

日本海に面した小浜は、古来大陸からの文化受容の地として栄え、「海の奈良」という異名を持つほど文化財の多い地域として知られる。近世に入ってからの小浜は、関ヶ原の戦いの後に小浜藩の初代藩主となった京極高次の小浜城築城から町づくりが始まる。高次は1601年（慶長6年）、この地（雲の浜）に住んでいた漁師たちを北の方（西津郷）に移住させて築城にとりかかった。小浜湾の西に面した雲の浜は北川と南川の2本の河川に挟まれた三角州で、築城にあたって高次はこの地形を巧みに使い、北川と南川を城の外堀として利用した。高次の後を継いだ京極忠高が寛永11年（1634年）に出雲松江藩主として転封した後は、酒井忠勝が築城を引き継ぎ、天守閣の造営に着手した。天守閣は1636年（寛永13年）に完成し、小浜城は酒井家14代、238年間に渡る居城となった。
1871年（明治4年）、廃藩置県に伴い城内に小浜県庁が設置された。しかし同年12月、大阪鎮台分営のための改修工事中に二の丸櫓から出火し、城の大部分を焼失した。その後1875年（明治8年）になって、城址の本丸跡に酒井忠勝を祭神とする小浜神社が建立された。
小浜神社の九本ダモは、社殿の東側に接して生育していた。一見して9本の木が寄せ植えされているように見えたが、実際は1本の木が株立ちになって大きくなったもので古来「九本ダモ」と呼ばれていた。「ダモ」はこの地方でのタブノキの呼称であり、伐っては「ダメ」な木あるいは「霊（タマ）」の木の転訛ではないかという。酒井忠勝の言行について記した『玉露叢抄』にこの木にまつわる話の記載があることなどから、小浜城築城の前からここに生育していたものと推定されていて、樹齢は400年とも500年ともいわれていた。タブノキとしては日本国内で有数の巨木であり、1931年（昭和6年）3月30日に史蹟名勝天然紀念物保存法（当時）に基づいて国の天然記念物に指定された。
9本の支幹は地上約1メートルのところで分岐し、さらに次のように分立していた。南側に3本（地上約3.2メートルで分立）、東側に3本（地上約2.2メートルで分立）、北側に2本（地上3.2メートルで分立）、西側に独立して1本あった。『日本の天然記念物5 植物III』（1984年）によると、樹高は10.8メートル、目通り幹囲は9.4メートルを測った。この木にはオオバヤドリギが寄生していて、分布上の最北限としてこれも貴重なものであった。
管理者は木の保護を図るために、オオバヤドリギを取り除いていた。しかし、オオバヤドリギの寄生やフウランの着生などによって樹勢は衰え、1984年（昭和59年）の時点で南側の支幹1本は完全に枯死していた。1993年（平成5年）頃から樹勢の衰退は激しくなり、樹勢回復事業を行ったものの他の支幹も次々と枯死していった。2003年（平成15年）には最後の1本が枯死し、2004年（平成16年）9月30日付けで、文部科学大臣は九本ダモに係る国の天然記念物指定を解除した。

## 交通アクセス
所在地
- 福井県小浜市城内1丁目7番55号 小浜神社境内

交通
- JR西日本小浜線小浜駅から約1.5キロメートル[12]。